# Autofradates III
Autofradates II (em grego: Αὐτοφραδάτης; romaniz.: Autophradátēs; em persa antigo: *Vātafradātaʰ; em parta: Wadfradad) foi o segundo xá de Pérsis, governando em algum momento na 1.ª metade do século I a.C.. Foi o sucessor de Dario I, e foi sucedido por seu filho Dario II.